# Le Maître d'escrime
 (janvier 2022).
Si vous disposez d'ouvrages ou d'articles de référence ou si vous connaissez des sites web de qualité traitant du thème abordé ici, merci de compléter l'article en donnant les références utiles à sa vérifiabilité et en les liant à la section « Notes et références ».
Pour le film de Pedro Olea sorti en 1992, voir Le Maître d'escrime (film, 1992).
Pour le film d'Anna Heinämaa sorti en 2015, voir Le Maître d'escrime (film, 2015).
Le Maître d'escrime (titre original : El maestro de esgrima) est le deuxième roman d'Arturo Pérez-Reverte, publié en 1988.  Il s'agit d'un roman policier historique dont l'action se situe dans l'Espagne de la deuxième moitié du XIXe siècle, avec en arrière plan, la révolution de 1868. Conjointement avec Le Tableau du maître flamand, cette œuvre apporte à Arturo Pérez-Reverte une consécration internationale.
Traduit en français par Florianne Vidal, le roman paraît en France aux éditions du Seuil en 1994. 
Le roman est adapté au cinéma en 1992 sous le même titre Le Maître d'escrime par Pedro Olea.

## Résumé
Déjà avancé en âge, Don Jaime Astarloa, l'un des derniers maîtres d'escrime d'Espagne et tristement conscient que l'escrime est un art du passé, n'est loyal qu'envers son art qui demeure la seule chose à donner encore un sens à sa vie pendant les bouleversements politiques qui secouent le pays. Célibataire et isolé, il gagne sa vie en donnant des cours notamment à un riche et puissant aristocrate. Il cherche la botte parfaite.
Son existence est cependant bouleversée par l'apparition d'Adela de Otero, une femme mystérieuse qui fait émerger en lui des émotions depuis longtemps oubliées.  Jaime Astarloa ignore tout de la vraie raison pour laquelle Adela de Otero est venue à lui, mais il ne tarde pas à comprendre qu'il est tombé dans le piège d'une implacable machination criminelle.

## Adaptation
- 1992 : Le Maître d'escrime (El maestro de esgrima), film espagnol réalisé par Pedro Olea, avec Assumpta Serna, Omero Antonutti et Joaquim de Almeida